# L'Infante Marguerite en bleu
Pour les articles homonymes, voir L'Infante Marguerite.
L'infante Marguerite en bleu, est une huile sur toile peinte en 1659 par Diego Vélasquez et conservée au  Musée d'histoire de l'art de Vienne (Autriche)

## Histoire
C'est l'un des nombreux portraits de cour que peignit Vélasquez. Il avait peint à d'autres occasions Marguerite Thérèse d'Espagne qui se maria à quinze ans à son oncle Léopold Ier de Habsbourg, empereur d'Autriche. La jeune infante paraît également dans d'autres toiles : Les Ménines (1656) et l'Infante Marguerite (1659). Ces toiles montrent les diverses étapes de sa croissance, de son enfance à son adolescence, et c'était au travers d'eux que Léopold Ier s'informait de celle qui lui avait été promise.
Le musée d'histoire de l'art de Vienne conserve d'autres toiles importantes de Vélasquez : L'Infante Marie-Thérèse d'Autriche et le portrait de l'Infant Philippe Prosper. Cependant, cette toile est probablement la meilleure des trois.
Vélasquez emploie la technique des coups de pinceaux isolés pour jouer avec la lumière. Réalisé un an avant la mort du peintre, le style atteint ici son apogée avec de larges taches de couleurs vives qui produisent presque un effet impressionniste de sorte que l'observateur doit se tenir à distance pour apprécier cette peinture. 
L'infante est peinte à huit ans. Elle a un visage sérieux et une expression peu avenante, peut-être par timidité, comme le montre le rouge de ses joues. Les cheveux sont tenus avec des feuilles d'une couronne de laurier. Elle tend les bras pour maintenir avec grâce son vêtement ; une main soutient une pelisse marron. Elle est vêtue d'un costume bleu sombre argenté, avec des galons d'or et une grosse chaîne ou bande dorée sur la poitrine. Les scintillements métalliques du vêtement augmentent la luminosité de l'œuvre. Le fond est sombre avec quelques objets esquissés.